# Vratislav VII av Pommern
Vratislav VII av Pommern, född 1362/1364, stupad 1394/1395, var regerande hertig av Pommern ur den slaviska/pommerska härskarätten Gryfiterna mellan 1377 och 1395. 
Han var son till hertig Bogislav V av Pommern (död 1373) och Adelheid av Braunschweig-Grubenhagen (död 1406). 
Han var allierad med Vladislav II av Polen.
Vratislav VII gifte sig 1380, före 23 mars, med Maria av Mecklenburg (1363/1365-1402/1403). Paret fick följande barn:
1. Bogislav, senare Erik (omkring 1382-1459), nordisk unionskung
2. Katarina av Pommern (omkring 1390-1426), gift med pfalzgreve Johan av Pfalz (omkring 1383-1443)

Han efterträddes som hertig av Pommern av sin bror Bogislav VII av Pommern.